# Pitkäniemi (udde i Finland, Kymmenedalen, Kotka-Fredrikshamn)
Pitkäniemi är en udde i Finland. Den ligger i Pyttis och landskapet Kymmenedalen, i den södra delen av landet, 100 km öster om huvudstaden Helsingfors.
Terrängen inåt land är platt.  Närmaste större samhälle är Kotka, 15,0 km nordost om Pitkäniemi. 